# استان آتاکورا
ناحیه آتاکورا (به لاتین: Atakora Department) یک منطقهٔ مسکونی در بنین است که در بنین واقع شده‌است. ناحیه آتاکورا ۲۰٬۴۹۹ کیلومتر مربع مساحت و ۷۶۹٬۳۳۷ نفر جمعیت دارد.